# Amour de Page
Amour de page ist ein Kurzfilm des Jahres 1911 von Georges Denola.

## Handlung
Alix, die Tochter des Barons von Campreux, liebt den Leibdiener Geoffroy. Dieser Liebe wird auch von einer Wahrsagerin eine gute Zukunft beschieden, die dies aus der Karte Vier der Münzen heraus erkennt. Alix und Geoffroy sind beglückt, doch kurz darauf eröffnet der Baron, dass seine Tochter Golo den Ritter von Enguerrand de Rochemorte heiraten soll. Geoffroy wendet sich daher Hilfe suchend an die Wahrsagerin, die ihm einen Trank gibt, der Golo dazu bringen wird, Alix zu verabscheuen. Unbemerkt kann Geoffroy das Mittel in das Trinkgefäß des Gastes geben, doch Golo übergibt Alix den Kelch, woraufhin Geoffroy ihr das Gefäß aus der Hand schlägt. Der Baron ist erzürnt und Golo findet das Fläschchen in Geoffroys Gewand, woraufhin er ihn in der Kerker werfen lässt. Alix schleicht sich heimlich zu ihm, muss sich aber sogleich verstecken, da Golo kommt und Geoffroy zwingen will, den Trank selbst zu sich zu nehmen. Alix kann den Kelch in einem unbeobachteten Moment entleeren und Wasser hineingießen. Derweil erscheint die Wahrsagerin beim Baron und erklärt ihm, dass der Page unschuldig ist. Sie hätte ihm den Trank gegeben, damit er sich gegen Golo wehren kann, dabei hat sie den Vergesslichkeitstrank mit dem Todestrank verwechselt. Somit hat Geoffroy seiner Tochter das Leben gerettet, als er ihr den Kelch aus der Hand schlug. So eilt der Baron zum Kerker, um Geoffroy zu danken. Mit Freude gibt er ihm die Hand seiner Tochter.

## Produktionsnotizen
Der Film, eine niederländische gut erhaltene Kopie existiert noch, hat eine Laufzeit von 12 Minuten. Die Kamera ist noch stur auf die theaterhaft gestaltete Szene ausgerichtet. Jedoch ist eine Szene auch eine Außenaufnahme samt Pferden und die Tarotkarte wird mit einer Überblendung in die Handlung eingebracht.